# Георгиев, Гаврил
Гаврил Георгиев Божилов (болг. Гаврил Георгиев; 8 ноября 1870, Измаил, Бессарабия, Российская империя — 20 апреля 1917, София) — болгарский политик, журналист, редактор, публицист. Деятель болгарского рабочего и социалистического движения. Один из основателей Болгарской рабочей социал-демократической партии

## Биография
Обучался на историко-филологическом факультете Софийского университета, но за участие в студенческих волнениях против режима Стефана Стамболова в 1892 году был исключён из университета. В Видине во время летних каникул и после исключения из вуза попал под влияние Димитра Благоева, который был директором Видинской гимназии. Влился в социал-демократическое движение. Вместе с Д. Благоевым редактировал первое время социалистические издания. С 1893 года — член Общего совета Болгарской социал-демократической партии (позднее Болгарская рабочая социал-демократическая партия (широких социалистов)). В 1894—1896 годах — член ЦК БРСДП, в 1896—1897 годах — секретарь ЦК БРСДП.
Длительное время был членом ЦК партии «тесных» социалистов.
Работал в редакции «Работника» и участвовал в качестве видинского делегата на Третьем съезде БРСДП, где был избран членом и секретарём  её Генерального совета. В 1894-1897 годах был редактором журналов «Социалист» и журнала «Народ», активно сотрудничал также с журналом «Работнический вестник» и журналом «Ново время», где напечатал ряд статей, преимущественно политического и программного характера. Он также был постоянным участником организаций и деятельности македонской эмиграции. В 1909 году вследствие тяжёлой  болезни ответ  от активной политической и публицистической деятельности.
Боролся с болгарскими оппортунистами, защищая принципы марксизма. В 1901-1902 годах написал ряд статей о партийном строительстве, в которых отстаивал необходимость создания действенных партийных организаций. В 1903—1909 — член ЦК БРСДП (тесных социалистов).
Автор статей «Задачи те на социалдемократическата партия» (1903), «Дребнобуржоазната интелигенция в нашата партия» (1905), «Социализмът и буржоазията» (1909), сыгравших значительную роль в борьбе против ревизионизма. Работы его способствовали идейному вооружению революционой марксистской партии в Болгарии.